# Dana Terrace
Dana Terrace (Hamden, 8 dicembre 1990) è un'animatrice e regista statunitense.
Autrice di The Owl House - Aspirante strega, ha lavorato a Gravity Falls e DuckTales.
Terrace si è dichiarata bisessuale e ha avuto una relazione con Alex Hirsch.